# Dragostea Din Tei
"Dragostea Din Tei" (phát âm [ˈdraɡoste̯a din ˈtej] listenⓘ, nghĩa là "Tình yêu từ cây đoạn", tên tiếng Anh chính thức: Words of Love), còn được gọi là "Ma Ya Hi" và "The Numa Numa Song", là đĩa đơn thành công nhất của nhóm nhạc pop Moldova O-Zone, hát bằng tiếng Rumani, nhận được những lời phê bình tích cực từ các nhà phê bình và xếp vị trí số một trên Eurochart Hot 100, nơi nó tồn tại trong 12 tuần từ tháng 6 đến đầu tháng 9 năm 2004. Nó đứng đầu bảng xếp hạng duy nhất ở Pháp, Đức và Áo trong hơn ba tháng, đạt hạng ba ở Anh và 72 trên US Pop 100. Bài hát trở thành đĩa đơn bán chạy thứ tư của thế kỷ 21 ở Pháp, với 1.170.000 bản được bán ra. Một bài hát nổi tiếng của bài hát được thực hiện bởi ca sĩ nhạc pop người Ý Rumani Haiducii, cũng được xếp ở nhiều quốc gia, đặc biệt là Ý và Thụy Điển, nơi nó đứng đầu bảng xếp hạng đĩa đơn. Bài hát gốc đã được thực hiện đáng chú ý ở Hoa Kỳ bởi các video virus của Gary Brolsma nhảy múa bài hát, gọi nó là "Numa Numa".
Bài hát này đã được thể hiện lời Việt với tựa Người Tình Mai Ya Hee do Vũ Hà biểu diễn và tựa Bài ca Mai Ya Hee do Đan Trường biểu diễn.